# Ebenhaeser
Ebenhaeser is een dorp in de Zuid-Afrikaanse provincie West-Kaap. Ebenhaeser behoort tot de gemeente Matzikama dat onderdeel van het district Weskus is.